# 선충원

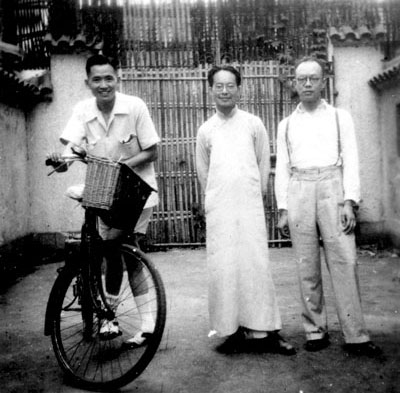
가운데 있는 사람이 선충원이다. (1946년 사진)

선충원(중국어: 沈從文, 1902년 12월 28일 ~ 1988년 5월 10일)은 중국의 현대 소설가이다.
소년 시대부터 지방 군벌의 부대에 말려들어 전전하다가 20세 쯤에 베이징에서 작가 생활에 들어갔다. 딩링(丁玲), 후예핀(胡也頻, 1903-31) 부처와 친하게 지냈으며 프로 문학에 대항하여 야성적이고 우미한 이향(異鄕) 정취의 단편을 연이어 발표했다. 명작 <변성(邊城)>(1934)은 후난(湖南) 변경의 야성적인 처녀를 둘러싼, 현실을 떠난 비련의 이야기이다. <췅원자전(從文自傳)> <딩링에 대해서> 등 전기(傳記) 작품도 훌륭하다. 종전 후 자기비판을 발표했으나 작품은 거의 없다.